# Quartel Geral
Quartel Geral este un oraș în Minas Gerais, Brazilia.